# Aloe humilis
Aloe humilis ist eine Pflanzenart der Gattung der Aloen in der Unterfamilie der Affodillgewächse (Asphodeloideae). Das Artepitheton humilis stammt aus dem Lateinischen und bedeutet ‚niedrig‘.

## Beschreibung

### Vegetative Merkmale
Aloe humilis wächst stammlos, sprosst und bildet dichte Gruppen. Die 20 bis 30 eiförmig-lanzettlichen, sehr stark spitz zulaufenden Laubblätter bilden Rosetten. Ihre glauk-grüne, tauartig bereifte, undeutlich linierte Blattspreite ist etwa 10 Zentimeter lang und 1,2 bis 1,8 Zentimeter breit. Auf der Blattoberseite befinden sich einige wenige Warzen. Die Blattunterseite ist stärker warzig und mit wenigen unregelmäßigen, weichen, weißen Stachelchen besetzt. Die weichen weißen Zähne am Blattrand sind 2 bis 3 Millimeter lang und stehen 4 bis 5 Millimeter – oder enger – voneinander entfernt.

### Blütenstände und Blüten
Der einfache Blütenstand ist 25 bis 35 Zentimeter lang. Die ziemlich lockeren, zylindrischen Trauben sind bis zu 10 Zentimeter lang. Sie bestehen aus etwa 20 Blüten. Die lanzettlich spitz zulaufenden Brakteen weisen eine Länge von 25 bis 35 Millimeter auf. Die scharlachroten, manchmal orangeroten, bauchigen Blüten stehen an 25 bis 35 Millimeter langen Blütenstielen. Die Blüten sind 35 bis 42 Millimeter lang und an ihrer Basis gerundet. Auf Höhe des Fruchtknotens weisen sie einen Durchmesser von 4 Millimeter auf. Darüber sind sie erweitert und zu ihrer Mündung verengt. Ihre äußeren Perigonblätter sind auf einer Länge von 23 bis 28 Millimetern miteinander verwachsen. Die Staubblätter und der Griffel ragen bis zu 1 Millimeter aus der Blüte heraus.

### Genetik
Die Chromosomenzahl beträgt {\displaystyle 2n=14}.

## Systematik und Verbreitung
Aloe humilis ist in Südafrika in den südöstlichen Distrikten der Provinz Westkap und der westlichen Hälfte der Provinz Ostkap in karroider Vegetation im Schatten oder im offenen Gelände verbreitet.
Die Erstbeschreibung als Aloe perfoliata var. humilis durch Carl von Linné in Species Plantarum wurde 1753 veröffentlicht. Philip Miller erhob die Varietät 1768 in den Rang einer Art.
Aloe humilis ist sehr variabel. Synonyme sind Catevala humilis (L.) Medik. (1786), Aloe humilis var. humilis, Aloe humilis var. incurvata Haw. (1804), Aloe incurva (Haw.) Haw. (1812), Aloe suberecta Haw. (1804), Aloe humilis var. suberecta (Haw.) Baker (1896), Aloe suberecta var. acuminata Haw. (1804), Aloe acuminata (Haw.) Haw. (1812), Aloe humilis var. acuminata (Haw.) Baker (1880), Aloe tuberculata Haw. (1804), Aloe humilis Ker Gawl. (1804, nom. illeg. ICBN-Artikel 53.1), Aloe echinata Willd. (1809), Aloe humilis var. echinata (Willd.) Baker (1896), Aloe acuminata var. major Salm-Dyck (1817), Aloe humilis subvar. semiguttata Haw. (1821), Aloe subtuberculata Haw. (1825), Aloe humilis var. subtuberculata (Haw.) Baker (1896), Aloe humilis subvar. minor Salm-Dyck (1837) und Aloe humilis var. candollei Baker (1880).

## Nachweise